# Presidència de Coromandel i dels Establiments de Bengala
La Presidència de Coromandel i dels Establiments de Bengala fou un govern de la Companyia Britànica de les Índies Orientals establert el 17 de juliol de 1682 amb l'Agència de Bengala i els Establiments del Coromandel
Aquesta entitat va existir fins al 1694, i després l'administració dels seus territoris fou transferida a la presidència de Madras (fins al 1698 i de facto fins al 1700). Posteriorment els territoris de Bengala van formar la presidència de Fort William a Bengala.